# Antoni Rosselló "Parragó"
Antoni Rosselló «Parragó» (Manacor, ~1778-~1828) fou un lladre i bandoler mallorquí. Segons la descripció del Vicari Parera l'any de la seva mort "tenia a les hores una cinquantena d'anys, petit d'estatura, gruxadet y de mal aspecte, que solia dur camia de brí y calsons d'escandalari."
Tot i que era natural de Manacor el seu camp d'actuació va arribar a la zona de sa Pobla, on tenia posada a un cap del carrer Gran, i de Pollença. Se li atribueix un robatori en el monestir del Puig de Pollença i haver intentat assassinar dos membres de la seva banda sospitosos de delators, llençant-los dins un pou, a un pinar de prop de sa Pobla. El 3 de febrer de 1828, dia de Sant Blai, en Parragó, i la seva colla robaren els ornaments sagrats (la custòdia i el vericle) de l'església de sa Pobla. Sembla que el bandit va fugir cap a la zona del Coll del Vent, prop de sa Roca des Castellet, a uns 4 quilometres de Manacor, i amagaren el seu botí en el Pou de sa Cabana.
La tradició oral ha conservat memòria d'aquests fets:
| « | En Sans i en Parragó, es Manco i en Masset, feien ofici secret per robar nostron senyor. | » |

Les autoritats publicaren un ban oferint una recompensa de 2.000 ducats si es proporcionava informació i l'indult, si el delator era un bandoler. La persecució va ser intensa i va donar resultat. Delatat per un membre de la seva banda, en Parragó es va refugiar en una casa del carrer de sa Llum, en el barri manacorí de Fartàritx. Encerclat pels soldats que el perseguien, morí d'un tret quan tractava de fugir per una finestra.
A Mallorca encara és corrent la frase feta esser més lladre que en Parragó, aplicat a qui és molt lladre. Se li va atribuir el tenir «fullet», el do de desaparèixer d'un lloc i aparèixer a un altre. Antoni Maria Alcover recollí la tradició en la rondalla «Es fullet d'en Parragó». El sacerdot manacorí Joan Parera Sansó (1865-1928), vicari de sa Pobla entre 1890 i 1927 donà notícia dels fets, a través de fonts orals directes a la revista Sa Marjal, també afirmà que en Parragó fou l'introductor dels mistos a Manacor, fent contraban.